# Mozdok
Mozdok (ruski: Моздо́к, osetski: Мæздæг) je grad u Sjevernoj Osetiji-Alaniji u južnoj Rusiji. Ime grada u prijevodu doslovno znači "gusta šuma" na kabardskom jeziku. Upravno je sjedište Mozdočkog okruga. Nalazi se na lijevoj obali rijeke Terek, 92 km sjeverno od Vladikavkaza, glavnog grada republike.
Mozdok je osnovan 1759. godine. Status grada stječe 1785.
Broj stanovnika: 38.600 (2001.).